# شاهد علی خان
شاهد علی خان (زبان اردو: شاهد علی خان؛ زادهٔ ۲۶ دسامبر ۱۹۶۴) بازیکن هاکی روی چمن اهل پاکستان است که در مسابقات کشوری و بین‌المللی در مجموع برندهٔ ۱ مدال طلا، ۱ مدال برنز شده‌است.